# Cathédrale Notre-Dame-de-la-Solitude d'Acapulco
La cathédrale Notre-Dame-de-la-Solitude d'Acapulco (en espagnol : Catedral de Nuestra Señora de la Soledad de Acapulco) est la cathédrale de l'archidiocèse d'Acapulco de l'Église catholique au Mexique. Elle se situe dans la ville d'Acapulco dans l'État de Guerrero.

## Galerie

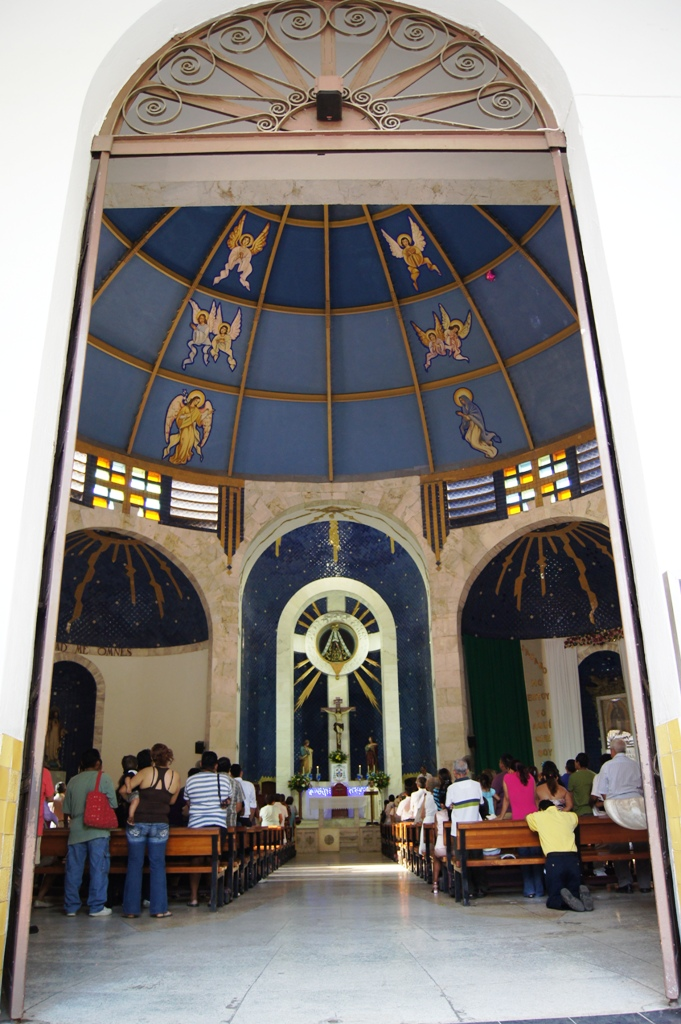
Vue intérieure de la cathédrale.
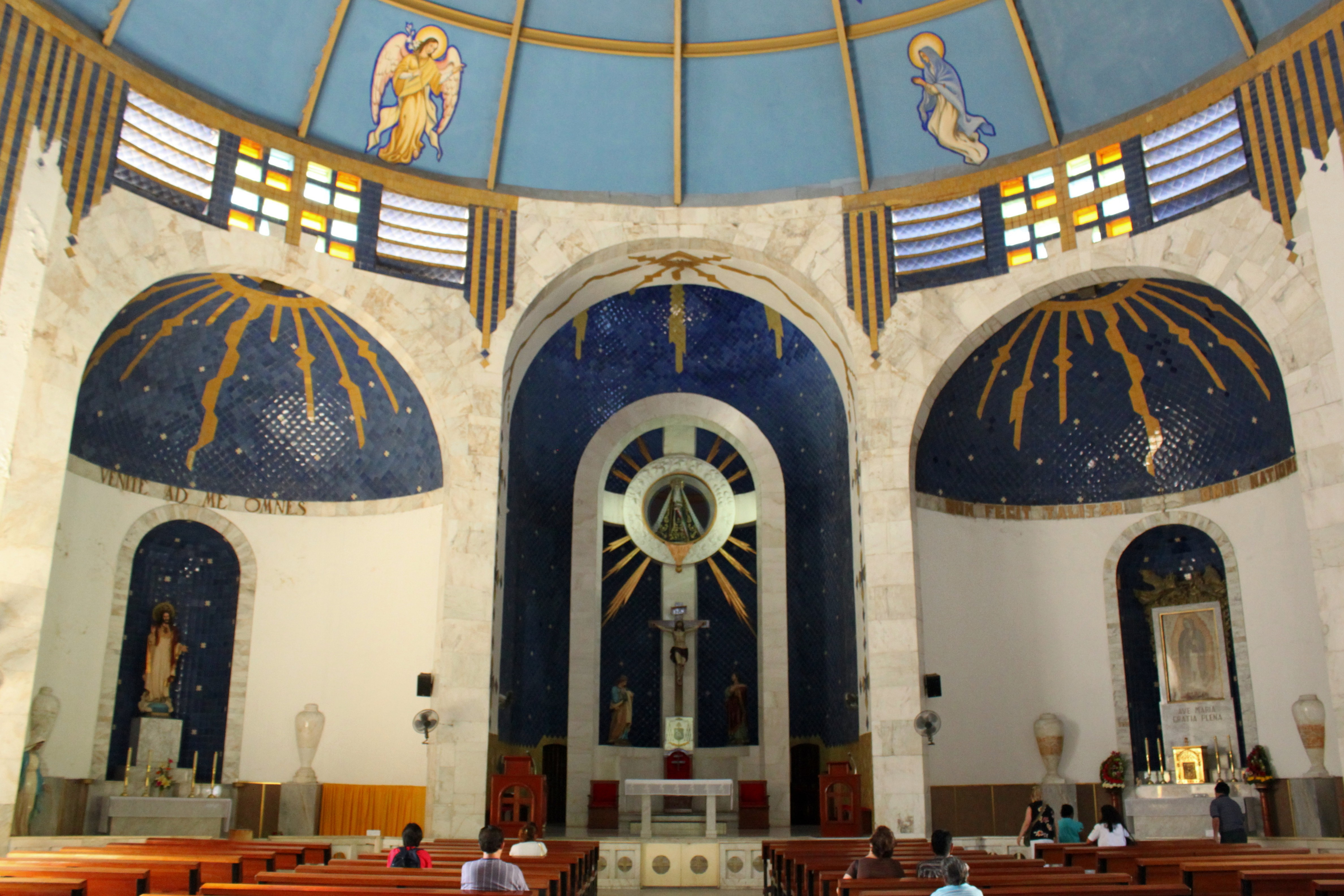
Vue intérieure de la cathédrale.